# Istituto tecnico industriale Leonardo da Vinci
L'istituto tecnico industriale "Leonardo da Vinci" di Firenze è una scuola tecnica media superiore fondata nel 1900. Storico istituto di formazione caratterizzato dalla gestione comunale dalla nascita sino al 2007.

## Storia
L'attuale istituto fonda le proprie radici nella Scuola tecnica Dante originata nel 1865 come costola del Liceo Ginnasio Dante. Nel 1900, a causa della riforma delle scuole tecniche italiane varata nel 1898, la scuola tecnica si stacca dal liceo dando vita alla Scuola tecnica professionale "Leonardo da Vinci". Vi furono mutazioni di nome e organizzazione dei corsi negli anni 1903, 1908, 1912 e 1925. Nel 1929 la scuola, che già nel 1902 si era separata dal Liceo Dante spostandosi nel collegio militare di via della Scala, si stabilisce nella zona di Rifredi non lontano dalla stazione ferroviaria. Nel 1950 aderisce alla sperimentazione IPIA del ministero.

## Struttura
L'ampia area è sita tra via del Terzolle, via Panciatichi e via Benedetto Dei e comprende: palazzo del biennio, sede centrale (che ospita i corsi del triennio), sede nuova del professionale, sede vecchia del professionale, palazzetto di elettrotecnica, biblioteca, mensa, palazzetto sportivo, campo da calcio/rugby, campi da basket e pallavolo.